# Touro (parroquia)
Touro (llamada oficialmente San Xoán de Touro) es una parroquia española del municipio de Touro, en la provincia de La Coruña, Galicia.

## Entidades de población
Entidades de población que forman parte de la parroquia:
- Barral (O Barral)
- Bentín (Ventín)
- Cruz de Méndez (A Cruz de Méndez)
- Fonte Díaz
- Mourelos Hermo (Mourelos Ermo o Mourelos de Abaixo)
- Mourelos Poblado (Mourelos de Arriba)
- Santaia (A Santaia)

## Demografía
| Gráfica de evolución demográfica de Touro entre 2000 y 2019 |
|                                                             |
| Datos según el nomenclátor publicado por el INE.            |